# Pietro degli Ingannati

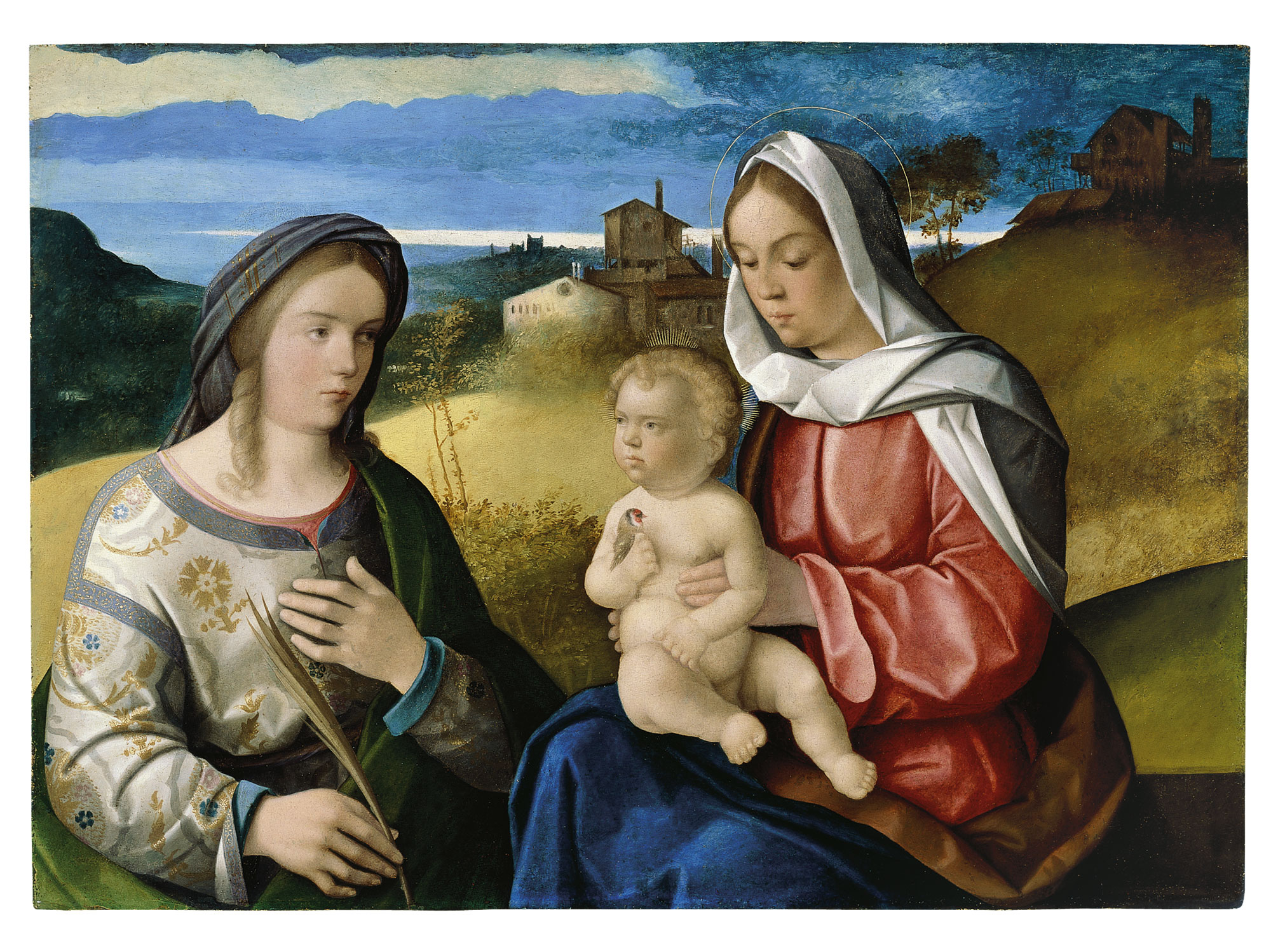
Virgen con niño y Santa Inés en un paisaje, Museo Thyssen-Bornemisza.

Pietro degli Ingannati (ft. 1529-1548) fue un pintor italiano del Renacimiento, activo en Venecia en la primera mitad del siglo XVI.

## Biografía

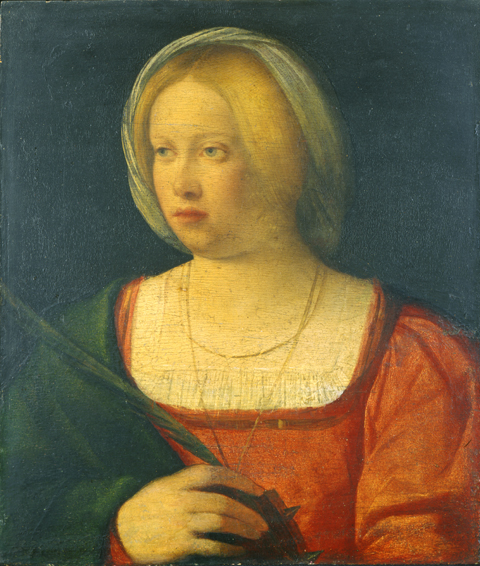
Retrato de muchacha como Santa Catalina, Museo Poldi Pezzoli, Milán.

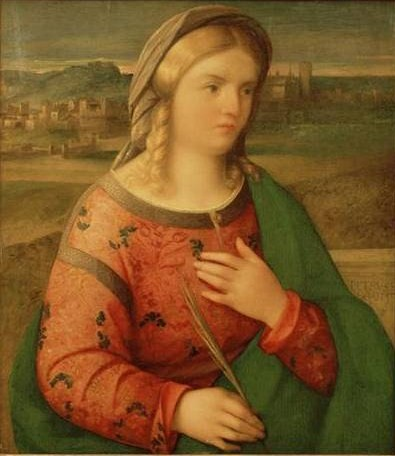
Retrato de muchacha ataviada como mártir, Portland Art Museum.

Probablemente oriundo del Veneto, antiguamente se le confundió con Francesco Bissolo, cuyo trabajo está cercano a su estilo. Seguramente se formó en el taller de Alvise Vivarini. Sus primeras obras revelan la influencia de Giovanni Bellini, sobre todo en la composición, aunque su arte está más cerca de artistas como Lazzaro Bastiani, Marco Basaiti o Benedetto Diana. Posteriormente su estilo se hará más fuertemente belliniano, acercándose a la manera de pintar de Vincenzo Catena y con una influencia superficial de las novedades aportadas por Giorgione.
Ingannati adaptó el tema de la Sacra Conversazione tan típico de la pintura veneciana, repitiendo modelos de Bellini, sobre todo en las figuras. Este tipo de motivo fue popularizado por Tiziano. Sin embargo, artistas como Pietro o Rocco Marconi siguieron anclados a un estilo algo arcaico, que copió los temas pero no las innovaciones de los maestros venecianos más avanzados como Vecellio o Palma el Viejo, aunque sin perder el gusto por el color clásico de la Escuela veneciana.

## Obras destacadas
- Retrato de muchacha (c. 1515, Staatliche Museen, Berlín)
- Virgen con niño y Santa Inés en un paisaje (c. 1525, Museo Thyssen-Bornemisza, en depósito en el MNAC, Barcelona)
- Virgen con niño y cuatro santos (antes en el Kaiser Friedrich Museum de Berlín, destruida en 1945)
- Virgen con niño y dos santos (Museo Civico Borgogna, Vercelli)
- Retrato de muchacha como Santa Catalina Museo Poldi Pezzoli, Milán)
- Retrato de dama ataviada como mártir (1530, Portland Art Museum)
- Cristo bendiciendo con cuatro santos (Colección Marinotti, Milán)
- Adoración de los Reyes Magos (Galleria Nazionale della Umbria, Perugia)
- Virgen con niño y Magdalena (antes en Colección Gentner, Worcester)
- Virgen con niño y pájaro (Colección Schrafl, Zúrich)
- Sagrada Familia con San Juan Bautista y Santa Ursula (1548, paradero desconocido), su última obra firmada y datada.